# Johanna Mertinz
Johanna Mertinz (* 23. November 1945 in Wien) ist eine österreichische Schauspielerin und Rezitatorin.

## Leben
Mertinz absolvierte nach der Matura ihre Schauspielausbildung von 1963 bis 1968 am Max Reinhardt Seminar in Wien. Außerdem erhielt sie eine Tanzausbildung an der „Tanzakademie Rosalia Chladek“ in Wien. Sie hatte Theaterengagements unter anderem an der Freien Volksbühne Berlin, am Hessischen Staatstheater Wiesbaden, am Staatstheater Stuttgart, an den Münchner Kammerspielen (1973–1978), an den Bühnen der Stadt Bonn (1980; als Lucile in Dantons Tod und als Nadjeshda in Die Letzten von Maxim Gorki) und am Renaissance-Theater Berlin (Spielzeit 1978/79; als Leonore Sanvitale in Torquato Tasso; Regie: Willi Schmidt). 
Sie gastierte bei den Wiener Festwochen, unternahm Tourneen in Deutschland, Israel (2012) und weiteren Ländern. Mit dem Ensemble des Wiener Burgtheaters ging sie ebenfalls auf Theatertournee.
An den Münchner Kammerspielen trat sie etwa als Regine in Gespenster (Regie: Ernst Wendt), als Martha in Die Wupper (1974; Regie: Adolf Dresen) und Celia in Volpone (1975; Regie: Hans-Michael Rehberg) auf. 1980 übernahm sie 20 verschiedene Rollen in Hans Hollmanns Inszenierung des Theaterstücks Die letzten Tage der Menschheit bei den Wiener Festwochen im Wiener Konzerthaus. 1981 spielte sie im Rahmen der Wiener Festwochen im Theater an der Wien an der Seite von Helmut Qualtinger die Rolle der Frau Maske in Carl Sternheims Komödie Die Hose; Regie führte Dietmar Pflegerl.
Von 1981 bis 2010 war Mertinz festes Ensemblemitglied am Volkstheater Wien. Seit ihrer Pensionierung tritt sie dort weiterhin als Gast auf. Zu ihren Rollen am Volkstheater Wien gehörten: Lady Milford in Kabale und Liebe, Gräfin Orsina in Emilia Galotti, Dorimène in Der Bürger als Edelmann, Constanze in Der Talisman, Frau von Blumenblatt in Einen Jux will er sich machen, Gnädige Frau in Geschichten aus dem Wiener Wald, Ills Frau in Der Besuch der alten Dame, die Titelrolle in Die bitteren Tränen der Petra von Kant, Blanche Du Bois in Endstation Sehnsucht und die Krankenschwester in Sonny Boys (als Partnerin von Peter Weck und Harald Serafin). 
In der Komödie Mein Freund Harvey (Premiere: Juni 2013) übernahm sie die Doppelrolle Betty Chumley/Mrs. Ethel Chauvenet. In der Spielzeit 2013/14 trat sie am Volkstheater Wien wieder in diesen beiden Rollen auf. Außerdem verkörperte sie, an der Seite von Maria Bill als Florence Foster Jenkins, die Sängerin Mrs. Verindah-Gedge in der österreichischen Erstaufführung der Komödie Glorious! von Peter Quilter auf; Mertinz war in dem Stück die Gegenspielerin von Florence Foster Jenkins.
In der Spielzeit 2012/13 gastierte sie an der Seite von Florian Eisner am Kellertheater Innsbruck in der Österreichischen Erstaufführung des Theaterstücks Falscher Hase von David Gieselmann. 2014 gastierte sie am Kellertheater Bern, 2015 und 2016 am Stadttheater Klagenfurt (in Lavant!, ein Theaterprojekt zum 100. Geburtstag Christine Lavants), 2018 an der Neuen Bühne Villach als Maude in Harold und Maude und 2019 im „Theater Wolkenflug“/Klagenfurt als Hekuba in Troerinnen.
Mertinz war auch für den Film und das Fernsehen tätig; ihr Hauptbetätigungsfeld als Schauspielerin war jedoch das Theater. In der Krimireihe Tatort war sie 1995 in der Folge Herz-As zu sehen. Sie verkörperte, neben Martin Lüttge, die Ex-Frau eines totgeglaubter Abenteurers, der aus Neukaledonien in seine Heimatstadt Düsseldorf zurückkehrt. In der österreichischen Fernsehserie Julia – Eine ungewöhnliche Frau hatte sie von 1999 bis 2003 eine durchgehende Seriennebenrolle als Frau Demmerlein, die Sekretärin des Wiener Rechtsanwalts Dr. Arthur Laubach (Peter Bongartz). In dem deutsch-österreichischen Fernsehfilm Lilly Schönauer – Umweg ins Glück (2007) war sie die Schlossherrin Gabriele Ehrenfels. 2015 spielte sie eine Hauptrolle im Wiener Tatort: Gier (Regie: Robert Dornhelm), in dem sie als Sekretärin einer Chemiefabrik das „Urgestein“ der Chemiefabrik verkörperte. 2019 stand sie für die TV-Serie Schnell ermittelt in einer Episodenhauptrolle als Karoline Dinkelmann vor der Kamera. In der 20. Staffel der ZDF-Serie Die Rosenheim-Cops (2020) übernahm sie eine der Episodenhauptrollen als ehemalige Ski-Weltmeisterin Lore Münchberger.
Mertinz war auch als Synchronsprecherin tätig; sie war u. a. die deutsche Stimme von Marlène Jobert. Auch wirkte sie in Hörspielen mit.
Mertinz trat regelmäßig auch als Rezitatorin auf und gab eigene Solo-Leseabende, zum Beispiel mit Texten von Botho Strauß, Elfriede Hammerl, Elfriede Jelinek, Marlene Streeruwitz und Werner Schwab. Sie gab auch Lesungen aus der Autobiografie Wir leben im Verborgenen von Ceija Stojka. Sie war außerdem Sprecherin bei dem Hörbuch Einer von Vielen, welches auf Texten von Elfriede Hartmann (1921–1943), einer Wiener Widerstandskämpferin, basiert. Mertinz hatte 1990 den Nachlass ihrer Tante Dr. Gerda Hartmann übernommen; darin fanden sich die Kassiber von Elfriede Hartmann, der jüngeren Schwester Gerda Hartmanns. 2013 gab sie im Mandelbaum-Verlag Texte und Briefe von Elfriede Hartmann aus ihrer Gestapo-Haft unter dem Titel Mut, Mut – Noch lebe ich heraus. 2018 promovierte Mertinz an der Universität für Musik und Darstellende Kunst Wien zum Dr. phil. 2019 erschien im Mandelbaum Verlag ihr Buch Exodus der Talente. Heinrich Schnitzler und das Deutsche Volkstheater Wien, 1938–1945.
Mertinz ist auch als Schauspiellehrerin tätig, unter anderem am Franz Schubert Konservatorium (Februar 1999 bis Jänner 2002) und seit 1999 in allen Jahrgängen am Performing Arts Center Vienna. Sie ist Mitglied im Verband Österreichischer Filmschauspieler (VÖFS) und bei der Verwertungsgesellschaft der Filmschaffenden (VdFS). Mertinz lebt in Wien.

## Filmografie (Auswahl)
- 1965: Kabale und Liebe (Theaterstück; Fernsehinszenierung)
- 1975: Münchner Geschichten (Fernsehserie)
- 1975: Mordkommission (Fernsehserie)
- 1978: Geschichten aus der Zukunft (Fernsehserie)
- 1978: Die Straße (Fernsehserie)
- 1979: Der ganz normale Wahnsinn (Fernsehserie)
- 1980: St. Pauli-Landungsbrücken (Fernsehserie)
- 1986: Der Leihopa (Fernsehserie)
- 1991: Peter Strohm (Folge: Die Melancholie einer Blondine)
- 1993: Eurocops (Folge: Flamingo)
- 1993: Nervenkrieg (Fernsehfilm)
- 1995: Tatort: Herz-As
- 1997: Spurensuche (Fernsehfilm)
- 1999: Kommissar Rex (Folge: Mörderisches Spielzeug)
- 1999–2003: Julia – Eine ungewöhnliche Frau (Serienrolle)
- 2001: Die Windsbraut (Fernsehfilm)
- 2002: Flamenco der Liebe (Fernsehfilm)
- 2003: Aus Liebe zu Tom (Fernsehfilm)
- 2004: München 7 (Folge: Föhn)
- 2007: Lilly Schönauer – Umweg ins Glück (Fernsehfilm)
- 2008: Liebe für Fortgeschrittene (Fernsehfilm)
- 2011: Graue Füchse (Kurzfilm)
- 2015: Tatort: Gier (Fernsehreihe)
- 2019: Now or Never (Fernsehfilm)
- 2020: Die Rosenheim-Cops (Folge: Eine Pleite mit Gewinn)
- 2023: Schnell ermittelt (Folge: Jakob Dinkelmann)

## Hörbücher
- Johanna Mertinz (Hg.): Eine von vielen, Kassiber von Elfriede Hartmann und Tagebuchauszüge von Margarete Schütte-Lihotzky. Gelesen von Johanna Mertinz und Katharina Stemberger. Mono Verlag, Wien 2011. ISBN 978-3-902727-86-2.